# قطرب
محمد بن مُستَنیر بصری (؟ –۸۲۱) نام‌بخشیده و شهرت‌یافته به قُطْرُب، مفسر، کاتب، لغوی و نحوی عرب و شاگرد سیبویه بود. 

ازاین‌رو او را قُطْرُب (به‌معناهای: دزد ماهر در دزدی، و گرگ) خوانند زیرا بامدادان بر سیبویه وارد می‌شد و هرگاه که سیبویه درِ خانه را می‌گشود، وی را پشت درگاه می‌دید، و سیبویه به وی گفت: ما أنتَ إلّا قُطرُبُ لَیل (تو جز دزدِ شب نیستی!).

## آثار
- تفسیر القرآن الکریم
- الرد علی الملحدین فی تشابه القرآن
- غریب الحدیث
- النوادر
- کتاب الهمزة
- کتاب فعل و أفعل
- الأضداد
- ما خالف فیه الإنسا البهیمة
- خلق الانسان
- خلق الفرس
- الاشتقاق
- الأصوات
- الصفات
- کتاب القوافی
- العلل فی النحو
- الأزمنه
- المثلث[۲]